# Evgenija Ivanova
Evgenija Andreevna Ivanova (in russo Евгения Андреевна Иванова?; Nižnij Novgorod, 26 luglio 1987) è una pallanuotista russa vincitrice di una medaglia di bronzo alle Olimpiadi di Rio de Janeiro 2016.

## Palmarès
- Giochi olimpici

Rio de Janeiro 2016: bronzo.
- Mondiali

Roma 2009: bronzo.
Shanghai 2011: bronzo.
Budapest 2017: bronzo.
- Europei

Belgrado 2006: oro.
Zagabria 2010: oro.
- Coppa del Mondo

Surgut 2018: argento.
- World League

Pechino 2013: argento.
Kunshan 2018: bronzo.
Budapest 2019: bronzo.
- Europa Cup

Pontevedra 2018: argento.
Torino 2019: argento.
- Universiadi

Kazan' 2013: oro.